# Nationaliteit
Nationaliteit duidt de relatie aan tussen een individu en een staat, cultuur of loyaliteit.
Nationaliteit heeft een tweeledige betekenis:
1. Het bezit van het staatsburgerschap van een land of meer landen;
2. Het op grond van herkomst of afstamming behoren tot een bepaald etniciteit en (indien aanwezig) de natie; nationaliteit staat in deze definitie los van het staatsburgerschap.

## Algemeen
Elke staat bepaalt door middel van nationaliteitswetten wie tot zijn onderdanen behoren. Een persoon die door geen enkele staat als onderdaan wordt beschouwd, wordt staatloos genoemd. Het begrip staatsburger komt vaak overeen met het begrip onderdaan.
In sommige gevallen zijn er internationale verdragen van toepassing, zoals verdragen over staatloosheid en Europese overeenkomsten.
De betekenis van staatsburgerschap wijkt af van de betekenis van nationaliteit. Het staatsburgerschap houdt onder andere in dat de staat de toegang tot zijn grondgebied niet mag weigeren. Staatsburgerschap geeft een burger bepaalde rechten en plichten, zoals het recht om deel te nemen aan het politieke proces in een land (kiesrecht) en eventueel de aanspraak op medische en sociale voorzieningen. Een staat verschaft bescherming aan zijn staatsburgers in het buitenland in de vorm van diplomatieke bijstand, als ze houder zijn van een paspoort of identiteitsbewijs van het land. Het begrip nationaliteit duidt aan dat iemand deel uitmaakt van een gemeenschap met een nationale identiteit, zoals een gemeenschappelijke etniciteit en cultuur.

### Voorbeelden
- Personen kunnen de Koerdische etniciteit hebben en tot de Koerdische natie behoren (definitie 2), tegelijkertijd kunnen dezelfde personen bijvoorbeeld het Turkse of Syrische staatsburgerschap hebben (definitie 1).
- Sorben houden het Duitse staatsburgerschap (definitie 1), maar de Sorbische etniciteit (deels definitie 2).
- Slovenen hebben de Sloveense etniciteit en behoren tot de Sloveense natie (definitie 2). Ze kunnen echter ook het Sloveense, Italiaanse, Hongaarse of Oostenrijkse staatsburgerschap hebben (definitie 1).
- Basken delen een gemeenschappelijke Baskische cultuur en etniciteit, maar kunnen het Spaanse of Franse staatsburgerschap bezitten.

Iemand kan staatsburgerschap verkrijgen door onder andere:
- Naturalisatie (veelal na emigratie)
- Bij geboorte (Ius soli of Ius sanguinis)
- Machtswisseling

Iemand kan zijn staatsburgerschap verliezen door onder andere:
- Aanname van staatsburgerschap van een ander land
- Intrekking van de nationaliteit door de overheid, bijvoorbeeld omdat men dienst heeft genomen in een vreemde krijgsmacht, of daden gericht tegen de staat heeft verricht
- Verbanning

Het toekennen van staatsburgerschap door geboorte is de gebruikelijkste vorm. Men kan hierbij het Jus Soli (grondrecht - het land waar het kind geboren is) of het Jus Sanguinis (bloedrecht - het staatsburgerschap van de ouders) volgen. De meeste landen hanteren een combinatie van beide.
Iemand zonder staatsburgerschap is staatloos totdat een staat die persoon een staatsburgerschap verleent. Leden van de Verenigde Naties hebben afgesproken staatloosheid zo veel mogelijk te voorkomen: het ontnemen van iemands staatsburgerschap mag er niet zonder meer toe leiden dat iemand staatloos wordt.
Iemand kan de nationaliteit of het staatsburgerschap van twee landen hebben. Men spreekt dan over een dubbele nationaliteit.

## België
De basis is het Wetboek van de Belgische nationaliteit dat in 1984-1985 werd ingevoerd.

## Nederland
Sinds Nederlands-Nieuw-Guinea in 1962/'63 is afgestaan is er geen onderscheid meer tussen Nederlanderschap en Nederlands onderdaanschap. Het Nederlanderschap wordt geregeld in de rijkswet op het Nederlanderschap en wordt dus op koninkrijksniveau geregeld. Er is dus geen aparte Arubaanse, Curaçaose of Sint Maartense nationaliteit.

### Hoofdregel
In Nederland wordt het staatsburgerschap in de regel verkregen door geboorte. Hoofdregel van de Rijkswet op het Nederlanderschap is dat iemand Nederlander is, als op het moment van geboorte één der ouders Nederlander is. De rijkswet trad in 1984 in werking. Een verandering ten opzichte van de "Wet op het Nederlanderschap en het ingezetenschap", uit 1892, is dat nu ook de nationaliteit van de moeder bepalend is; voordien gold de nationaliteit van de vader (tenzij de vader onbekend was). Deze ongelijkheid tussen man en vrouw is niet met terugwerkende kracht ongedaan gemaakt. Dus kinderen – geboren voor het van kracht worden van deze wet – van een Nederlandse moeder en een buitenlandse vader hebben slechts de nationaliteit van hun vader.
Voor het volgen van de nationaliteit van de vader moet er overigens wel sprake zijn van een huwelijk, geregistreerd partnerschap óf erkenning van het kind voor geboorte. Erkenning na de geboorte is mogelijk. De Nederlandse nationaliteit gaat dan in per de datum van erkenning. Voor kinderen van 7 jaar en ouder gelden aanvullende voorwaarden. De wet is in de voorbije jaren een aantal keer gewijzigd op dit punt.

### Ius soli
Het Nederlands koninkrijk volgt het grondrechtbeginsel (ius soli) in twee bijzondere gevallen:
1. Als de ouders onbekend zijn (vondeling). Ook een kind dat gevonden is op internationaal territorium, maar aan boord van een schip of vliegtuig dat onder Nederlandse rechtsmacht valt (vlaggenstaat) kan de Nederlandse nationaliteit krijgen. Als echter binnen vijf jaar alsnog een andere nationaliteit blijkt te bestaan (bijvoorbeeld doordat de werkelijke ouders worden gevonden) wordt de Nederlandse nationaliteit geacht niet te zijn verstrekt;
2. Kinderen van ouders en grootouders, die al tot in de derde generatie hun hoofdverblijf in Nederland (of in Aruba, Curaçao of Sint Maarten) hebben kunnen aanspraak maken op de Nederlandse nationaliteit.

### Dubbele nationaliteiten
Nederland neemt in beginsel maatregelen ter voorkoming van gevallen van dubbele nationaliteit: buitenlanders die Nederlander worden, worden geacht afstand te doen van hun oorspronkelijke nationaliteit. Vaak gaat dat automatisch bij het aannemen van de Nederlandse nationaliteit, maar soms is een officiële verklaring van afstand nodig. In enkele gevallen is afstand doen van de oorspronkelijke nationaliteit onwenselijk (bijvoorbeeld in verband met erfrecht in het land van oorsprong) of zelfs onmogelijk (omdat het land van oorsprong het simpelweg niet toestaat). In die gevallen kan worden afgezien van de eis afstand te doen van de oorspronkelijke nationaliteit.
Nederland kent geen voorbehoud ten aanzien van dubbele nationaliteit die door geboorte is verkregen. Sommige landen stellen als eis dat onderdanen voor het 18e, 21e of 24e levensjaar een keuze maken voor het behoud van één nationaliteit en het laten vallen van de andere. De Rijkswet op het Nederlanderschap maakt het wel mogelijk om afstand doen van hun Nederlandse nationaliteit.

#### Uitzonderingen op afstandsplicht van oorspronkelijke nationaliteit[2][3]
Rijkswet op het Nederlanderschap, art. 1.2.a., 1.2.b. en 9.3.d.: huwelijk of (erkend) geregistreerd partnerschap met een Nederlandse onderdaan telt als uitzondering op afstandsplicht;
Regeling verkrijging en verlies Nederlanderschap, Hoofdstuk II, Afdeling III (Vrijstellingen van de afstandsverplichting), Artikel 6:
 Artikel 6 
 "1. Het doen van afstand als bedoeld in artikel 9, eerste lid, aanhef en onder b, van de Rijkswet zal met inachtneming van artikel 9, derde lid, niet worden verlangd, indien:
 a. de verzoeker de nationaliteit bezit van een Staat in wiens wetgeving de verkrijging van het Nederlanderschap leidt tot het verlies van die nationaliteit,
 b. de verzoeker de nationaliteit bezit van een Staat wiens wetgeving of rechtspraktijk geen afstand van nationaliteit toestaat,
 c. de verzoeker eerst na de verkrijging van het Nederlanderschap afstand kan doen,
 d. de verzoeker aantoont, dat hij voor het doen van afstand een betaling moet doen van zodanige hoogte dat hij daardoor een substantieel financieel nadeel zal lijden,
 e. de verzoeker aantoont, dat hij door het doen van afstand zodanige vermogensrechtelijke rechten, waaronder erfrechtelijke aanspraken, die hij thans in het land van oorsprong bezit, zal verliezen dat hij daardoor een substantieel financieel nadeel zal lijden,
 f. de verzoeker aantoont, dat hij slechts afstand van zijn oorspronkelijke nationaliteit zal kunnen doen nadat hij aldaar zijn militaire dienstplicht heeft vervuld of deze heeft afgekocht,
 g. van de verzoeker niet verlangd kan worden dat hij contact opneemt met de autoriteiten van de Staat waarvan hij de nationaliteit bezit,
 h. de verzoeker onderdaan is van een Staat die door Nederland niet wordt erkend.
 2. Indien de verzoeker aantoont, dat hij andere bijzondere en objectief waardeerbare redenen heeft om geen afstand te doen van zijn oorspronkelijke nationaliteit, dan legt na ontvangst van het naturalisatieverzoek het hoofd van de Immigratie- en Naturalisatiedienst die redenen aan de Minister ter beoordeling voor.
 3. Bij de bepaling dat een Staat een wetgeving of rechtspraktijk heeft als bedoeld in het eerste lid, aanhef en onder a, b en c, wordt gebruikgemaakt van de in de Handleiding en nadere instructies gegeven landeninformatie terzake.
 4. Indien het betreft een geval als bedoeld in het eerste lid, aanhef en onder c, dient de verzoeker zich bij zijn verzoek tot naturalisatie bereid te verklaren om na de totstandkoming van de naturalisatie het mogelijke te zullen doen om zijn andere nationaliteit of nationaliteiten te verliezen, tenzij op hem een der andere in het eerste lid genoemde gevallen van toepassing is."

### Verlies van nationaliteit
De Nederlandse nationaliteit gaat in het algemeen verloren door het vrijwillig aangaan van een andere. De voornaamste uitzonderingen hierop zijn:
1. wanneer de betrokkene in het land van die andere nationaliteit is geboren en daar ten tijde van de verkrijging zijn hoofdverblijf heeft;
2. wanneer de betrokkene voor het bereiken van de meerderjarige leeftijd gedurende een onafgebroken periode van ten minste 5 jaren in het land van die andere nationaliteit zijn hoofdverblijf heeft gehad; of
3. wanneer de betrokkene gehuwd is met, of geregistreerd partner is van, een persoon die die andere nationaliteit bezit.
Indien het vrijwillig krijgen van een andere nationaliteit is gebeurd vóór 1 april 2003, dan leidt de verkrijging ondanks de toepasselijkheid van één van bovengenoemde drie uitzonderingen wel tot verlies, maar kan de betrokkene op relatief eenvoudige wijze (namelijk via de optieprocedure) het Nederlanderschap herkrijgen.
Iedere Nederlander met een dubbele nationaliteit kan het Nederlanderschap verder ook verliezen door langdurig verblijf zowel buiten het Koninkrijk der Nederlanden als buiten de Europese Unie. Zulk verlies wordt voorkomen door het binnen dertien jaar aanvragen van een 'verklaring omtrent het bezit van het Nederlanderschap' of van een Nederlands identiteitsbewijs of reisdocument.
Een Nederlandse staatsburger kan zijn of haar nationaliteit ook verliezen doordat de overheid deze intrekt, in deze situaties:
- onvoldoende inspanning om van een eerdere andere nationaliteit afstand te doen
- fraude bij de naturalisatieprocedure of optieprocedure.
- veroordeling voor een misdrijf gericht tegen de veiligheid van het Koninkrijk, zoals een oorlogsmisdrijf of een misdrijf met een terroristisch doel;
- vreemde krijgsdienst (zie hieronder);
- betrokkenheid bij een terroristisch misdrijf of lidmaatschap van een terroristische organisatie

Voor het verlies van het Nederlanderschap door minderjarigen gelden aparte regels.

#### Verlies van nationaliteit door vreemde krijgsdienst
Volgens de "Wet op het Nederlanderschap en het ingezetenschap" (1892) verviel de Nederlandse nationaliteit als een Nederlander in vreemde krijgsdienst trad. Dit overkwam in de jaren 30 van de 20e eeuw vrijwilligers die als lid van de Internationale Brigades meestreden in de Spaanse Burgeroorlog. Tussen 1892 en 1985 heeft de wetgever echter diverse malen moeten ingrijpen om het verlies van Nederlanderschap door vreemde krijgsdienst ongedaan te maken. Het verdrag van New York om staatloosheid tegen te gaan was bijvoorbeeld zo'n reden. Bovendien kwam het in het begin van de 20e eeuw ook nog voor dat Nederlandse militairen als adviseur (mede op verzoek van de Nederlandse regering) in dienst traden van andere legers. Tevens is vreemde krijgsdienst vrijwel onvermijdelijk als iemand meerdere nationaliteiten heeft en gehouden is zijn dienstplicht elders te vervullen. Te denken valt bijvoorbeeld aan Nederlandse jongeren die als dienstplichtig militair worden opgeroepen in het Turkse leger. Opgemerkt wordt daarbij dat Turkije en Nederland NAVO-leden zijn, dus in militair opzicht bondgenoten. Toen Nederland zelf nog opkomstplicht (dienstplicht bestaat nog steeds) had werden met een aantal NAVO-landen afspraken gemaakt over het vervullen van de dienstplicht in slechts één der lidstaten.
De Rijkswet op het Nederlanderschap uit 1984 bevat dan ook de toevoeging dat verlies van Nederlanderschap door vreemde krijgsdienst pas mogelijk werd indien er tevens handelingen tegen de Nederlandse staat plaatshadden.
 Artikel 15, lid 1 
"Het Nederlanderschap gaat voor een meerderjarige verloren: 
e.indien hij zich vrijwillig in vreemde krijgsdienst begeeft van een staat die betrokken is bij gevechtshandelingen tegen het Koninkrijk dan wel tegen een bondgenootschap waarvan het Koninkrijk lid is."
Vrij recent zijn Nederlanders in Belgische krijgsdienst getreden en de taken ten behoeve van de luchtverkenning in het Caraïbisch gebied uitgevoerd door onder andere Spanje en Canada. Dat zijn officieel kustwachttaken, maar een en ander vindt plaats onder supervisie van en in nauwe samenwerking met de Koninklijke Marine.
Zoals de meeste landen kent Nederland geen verbanning.

## Trivia
- Ook zeeschepen hebben een nationaliteit, die is vastgelegd in de zeebrief.